# Gare d'Emeryville
La  gare d'Emeryville ((en) Emeryville Amtrak Station) est une gare ferroviaire des États-Unis assurant la desserte de la ville d'Emeryville en Californie, par les trains d'Amtrak. C'est une gare qui dispose de personnel.

## Histoire
La gare actuelle remplace une ancienne gare dont le bâtiment voyageur a été rendu dangereux par le tremblement de terre de Loma Prieta en 1989.

## Service voyageurs

### Accueil
La gare dispose d'une salle d'attente, de toilettes et de cabines téléphoniques.

### Desserte
- Lignes d'Amtrak[2] :
  - Le California Zephyr: Emeryville - Chicago
  - Le Capitol Corridor: San Jose - Auburn
  - Le Coast Starlight: Los Angeles - Seattle
  - Le San Joaquins: Oakland - Bakersfield